# X-Press珍珠號火災事故
X-Press珍珠號火災事故（英語：X-Press Pearl disaster）是一艘在新加坡註冊的Super Eco 2700級貨櫃船X-Press珍珠號，屬於新加坡海運公司X-Press Feeders。2021年5月20日，X-Press珍珠號在斯里蘭卡可倫坡附近起火，5月27日因為大火嚴重受損，火勢之後受到斯里蘭卡消防員控制。6月2日，該船在事發海域沈沒。由於船上的石油和化工產品，這次事件被認為是斯里蘭卡歷史上最嚴重的海洋生態災難。

## 沿革
該船在中國舟山長宏國際船廠建造，於2021年2月10日完工，最大排水量37 000噸，長約186公尺。
该船被部署在X-Press Feeders的馬六甲海峡至中东航線(SMX)上，从巴生港经由新加坡和杰贝勒阿里到哈马德港。回程途经哈兹拉和科伦坡，返回马来西亚。该船进行了三次航行，于3月17日和4月18日停靠科伦坡，并在5月19日第三次停靠科伦坡港后不久起火。